# Почтовый сквер
Почтовый сквер — сквер, расположенный в городе Кременчуг (Полтавская область, Украина). Находится на площади Победы. В сквере размещается памятник борцам на власть Советов.

## История
В начале XIX века начала застраиваться Александровская площадь (ныне — площадь Победы). В левом крыле была сооружена уездная почтовая контора. В 1870 году в той же части площади был разбит Почтовый сквер, ставший одним из первых общественных скверов города.
С 1899 года через сквер проходил маршрут Кременчугского электрического трамвая. В 1913 году газета Приднепровский голос писала:
Почтовый сквер в последнее время привлекает много публики. Действительно, это наиболее подходящее место, где обыватель имеет возможность отдохнуть и подышать свежим воздухом. Городской управе не мешало бы несколько усилить освещение в саду, так как многие аллеи погружены в непроницаемую тьму. Управа проектировала соорудить здание буфета легкого типа, но почему-то проект остался в области пожеланий, и садовой комиссии не мешало бы вместо того, чтобы создавать новые сады, принять меры к улучшению существующих.
Год спустя, в 1914 году, та же газета писала о рассмотрении городской водопроводной комиссией вопроса оборудования в Почтовом сквере фонтана. Однако в результате фонтаны были размещены в Городском саду и в расположенном неподалёку Штабном сквере, став первыми в городе.
Во время революции 1917 года и последовавшей гражданской войны Кременчугский трамвай был остановлен. В первые годы после революции Почтовый сквер стал местом захоронения павших за советскую власть: в центре сквера в 1918 году были погребены погибшие солдаты 5-го стрелкового полка. В 1919 году могилы были разрушены деникинцами, восстановлены после перехода города под власть большевиков. В сквере были произведены новые захоронения красноармейцев. 

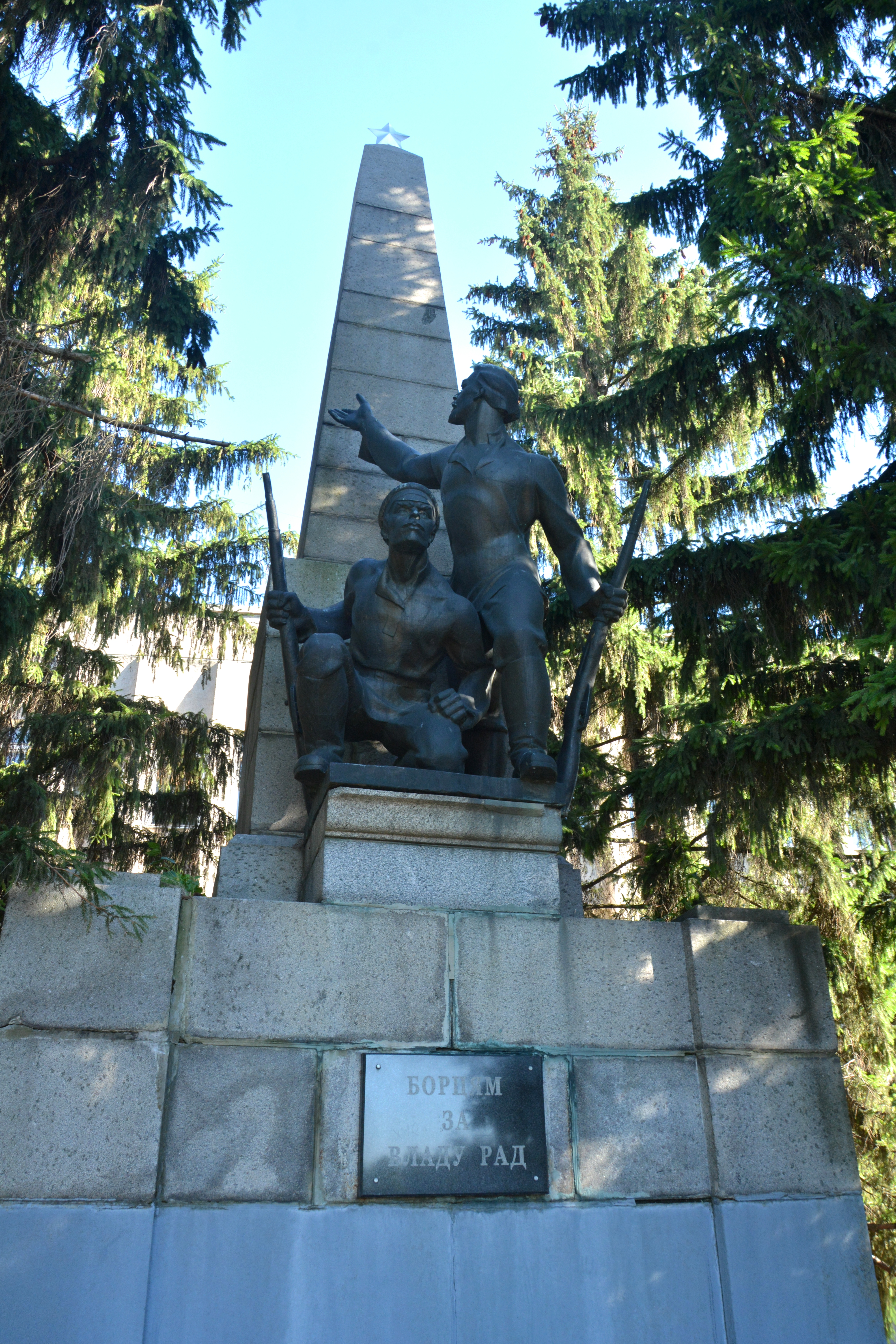
Обелиск в 2016 году

В 1926 году могилы были реконструированы: площадка с захоронениями была ограждена крепостными пушками, дула которых были соединены цепями. Пушки были найдены на весной 1914 года при проведении работ на берегу Днепра и изначально планировались для устройства ограждения памятника императору Александру II в Штабном сквере. С началом Первой мировой войны установка памятника императору была отложена и пушки были сложены у здания городской думы.
В начале 1930-х годов отдельные захоронения были перезахоронены в общую братскую могилу. На вершине надгробного холма был установлен временный деревянный обелиск. В 1938-1939 годах на него месте был воздвигнут гранитный обелиск авторства Когана и Гуралова. В 1940 году с лицевой стороны памятника была установлена скульптурная группа «Партизаны».
Во время немецкой оккупации города (1941-1943) сквер был вырублен. Здание почтовой конторы было разрушено. После освобождения города в сквере был захоронен командир полка Гвардии подполковник Смирнов Михаил Васильевич, в 1959 году захоронение было перенесено в братскую могилу в парке МЮДа.
После Второй мировой войны сквер был восстановлен одним из первых, в 1946 году. Был восстановлен обелиск и высажены новые деревья. Проведена электрификация, установлена эстрада для выступления ансамблей самодеятельности.
В 1960-х годах принято решение о создании ансамбля административных зданий на площади Победы, а не на площади Революции (ныне — Независимости), как планировалось ранее. В 1979-1983 году в Почтовом сквере было построено здание Городского исполнительного комитета. В 1983 году рядом со зданием исполкома было открыто еще одно административное здание. Таким образом, современный сквер занимает лишь небольшую часть от изначальной площади.